# Michael Klostermann
Michael Klostermann (Bad Sobernheim, 27 december 1962) is een Duitse dirigent.

## Leven
Met negen jaar leerde hij al pianospelen. Daarna leerde hij verschillende blaasinstrumenten kennen. Hij ontdekte dat de Tenorhoorn zijn lievelingsinstrument werd.

## CD's
- Junger Schwung aus Böhmen (1987)
- So klingt’s in Böhmen (1988)
- Trümpfe der Blasmusik (1990)
- Mit Freunden feiern wir ein Fest (1991)
- Weihnachten (1990)
- Die goldenen Hits der Böhmischen Blasmusik (1992)
- Jubiläumsfest (1993)
- Freu dich des Lebens
- Böhmische Souveniers (1997)
- Ein Herz für Blasmusik (1996)
- Ein Feuerwerk der Blasmusik (1997)
- Bömisch-Mährisch-Swing (1998)
- Das ist mein Leben (1999)
- 15 Jahre (1999)
- Julia Polka (1999)
- Dankeschön Ernst Mosch (2000)
- Böhmische Trümpfe (2001)
- Faszination Blasmusik (2002)
- Verliebt in die Blasmusik (2003)
- 20 Jahre - 20 Hits (2004)
- 20 Jahre - 20 Erfolge (2003)
- Das Beste (2005)
- Marschparade (2005)
- Ein Strauß voll Melodien (2004)
- So wie einst (2006)
- So viel Schwung (2007)
- Vom Egerland bis Oberkrain (2008)
- Bewahrt das Feuer (2009)
- Königsklänge der Marschmusik (2010)

## Composities
- Grüß Gott Bavaria (mars)
- Nimm dir Zeit (polka)
- Mondgeflüster (waltz)
- Casanova Swing Polka
- Der Frechdachs (Bravur-Polka)
- Ein kleines Dankeschön (polka)

- Gemeinsame Normdatei: 134428943
- International Standard Name Identifier: 0000 0000 7256 974X
- Virtual International Authority File: 10473796
- WorldCat: E39PBJf8v6h9TMRDbrfpqGdfbd